# Gare de Saint-Hilaire-au-Temple
Gare de Saint-Hilaire-au-Temple vasútállomás Franciaországban, Saint-Hilaire-au-Temple településen.

## Vasútvonalak
Az állomást az alábbi vasútvonalak érintik:
- Châlons-en-Champagne-Reims-Cérès-vasútvonal
- Saint-Hilaire-au-Temple-Hagondange-vasútvonal

## Kapcsolódó állomások
A vasútállomáshoz az alábbi állomások vannak a legközelebb:
- Gare de Châlons-en-Champagne